# Barrettali
Barrettali je naselje in občina v francoskem departmaju Haute-Corse regije - otoka Korzika. Leta 2011 je naselje imelo 139 prebivalcev.

## Geografija
Kraj leži na skrajnem severovzhodu otoka Korzike na rtu Cap Corse, 48 km severno od središča Bastie.

## Uprava
Občina Barrettali skupaj s sosednjimi občinami Cagnano, Centuri, Ersa, Luri, Meria, Morsiglia, Pino, Rogliano in Tomino sestavlja kanton Capobianco s sedežem v Roglianu. Kanton je sestavni del okrožja Bastia, in je imel (l. 2011) 2.551 prebivalcev.